# Lift London
Lift London é um estúdio britânico de desenvolvimento de software localizado em Londres, Inglaterra. O estúdio fazia parte da divisão Microsoft Studios EMEA e é o primeiro estúdio europeu a ser construído pelo Microsoft Studios do zero.

## Antecedentes
O estúdio foi fundado em agosto de 2012 por Mike Rouse, Lee Schuneman, Mark Stanley e Jonathan Venables e foi inaugurado oficialmente em 5 de novembro de 2012 com 8 membros da equipe. Em janeiro de 2013, a Lift London foi oficialmente anunciada por Phil Harrison e Lee Schuneman. O Studio criará jogos F2P para tablets e celulares revelando na Develop Brighton que tem quatro títulos em produção. Seu primeiro título foi Paint 3D e foi lançado com o Windows 10 versão 1703 em 5 de abril de 2017.
Durante o anúncio oficial da Lift London, Lee Schuneman destacou o desejo do estúdio de ser uma incubadora para desenvolvedores independentes e anunciou que havia feito uma parceria com a Dlala Studios para criar uma nova IP. A Lift London faz parte dos pioneiros .london e é o primeiro estúdio de jogos a adotar o novo domínio da cidade de Londres. O logotipo da Lift London usa um ambigrama em seu design. Em 2018, antes de lançar qualquer jogo, a Lift London saiu da indústria de jogos, fechando seus canais de mídia social.